# أطيش
الأطيش هو اسم شائع يطلق على طيور الفصيلة الأطيشية (الاسم العلمي: Sulidae) التي تنتمي إلى رتبة الأطيشيات، تتألف هذه الفصيلة من 3 أجناس و10 أنواع.

## الوصف
- هي من الطيور البحرية المتوسطة الحجم (64-100 سم)، ولديه أجنحة طويلة وضيثة ومدببة، وتتميز هذه الطيور بلون أقدامها.

## التسمية
الاسم ’’أطيش‘‘ في الغالب مبنيّ على الكلمة العاميّة الإسبانية بوبو (bobo)، التي تعني ’’غبيّ‘‘. السبب في هذه التسمية أن هذه الطيور الأليفة للإنسان كان من عادتها أن تحطّ على متن السفن المبحرة، حيث كان من السهل القبض عليها وأكلها.

## التوزيع والموائل
- هي طيور عالمية باستثناء القارة القطبية الجنوبية، وتوجد كثيرا في المحيطات الاستوائية وشبه الاستوائية والمعتدلة.

## قائمة الأجناس والأنواع
- وفقا لتصنيف مرجعية المؤتمر الدولي للطيور :
  - أخرق فيوليت 1816
    - الأطيش الشمالي، (ليينوس 1758).
    - أطيش الكاب، (ليشتيشتاين 1823).
    - الأطيش الأسترالي، (جراي، 1843).

  - أطيش أبوت أولسن ووارهيت 1988
    - الأطيش الخداعي، (ريدجواي، 1893).

  - أخبل، بريسون 1760
    - الأطيش المقنع، (ليسون، 1831).
    - أطيش نازكا، روتشيلد، 1902)
    - الأطيش البني، (بودايرت، 1783).
    - الأطيش أزرق القدمين، (ملين إدوارد، 1882).
    - الأطيش أحمر القدمين، (ليينوس،1766).

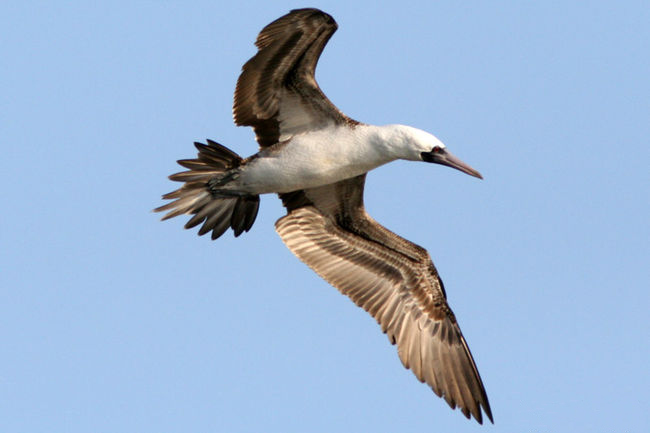
الأطيش البيروفي في البيرو

    - الأطيش البيروفي، (تشودي، 1843).